# Samuel McGredy
Samuel McGredy est un nom faisant référence à quatre générations de pépiniéristes et obtenteurs nord-irlandais de roses. Samuel McGredy Ier est le fondateur de la pépinière en 1880.  Samuel McGredy II met l'accent sur la culture de roses en 1895.  Samuel McGredy III en prend la direction en 1926 et donne des noms de roses d'après les membres de sa famille.  Samuel McGredy IV installe ses affaires en Nouvelle-Zélande en 1972, afin d'échapper au conflit nord-irlandais, et s'oriente vers la culture de floribundas, d'hybrides de thé et de grandifloras, dont il obtient 'Paddy Stephens', 'New Zealand', et 'Kathryn McGredy'.

## Samuel McGredyIer
Samuel McGredy Ier (1828-1903) est le fondateur de la pépinière familiale en Irlande du Nord, sous le nom de « Samuel McGredy & Son, Nurserymen » à Portadown en 1880. Il quitte alors son poste de chef-jardinier d'un château pour ouvrir avec son fils Samuel II cette affaire. Il se spécialise dans les arbres fruitiers et les pensées de concours, bénéficiant d'un sol excellent et de la proximité du chemin de fer qui lui permet de vendre sa production rapidement, aussi bien à Dublin qu'à Belfast.

## Samuel McGredy II
Samuel McGredy II (1861-1926) oriente sa production vers les roses dont la culture est plus rentable que les pensées, et commence ses propres travaux d'hybridation. Il présente pour la première fois ses roses à l'exposition de la National Rose Society qui se tient à Londres en 1905 et remporte une médaille d'or pour la variété 'Countess of Gosford' et en 1910 pour l'hybride de thé 'Mrs Herbert Stevens'.
De la même manière que le fameux obtenteur britannique de l'époque, Henry Bennett, McGredy II fait pousser ses semis dans des serres. Il produit de nombreuses roses qui remportent des médailles d'or à diverses expositions et ses concurrents ne tardent pas à lui donner le surnom de « sorcier irlandais ».

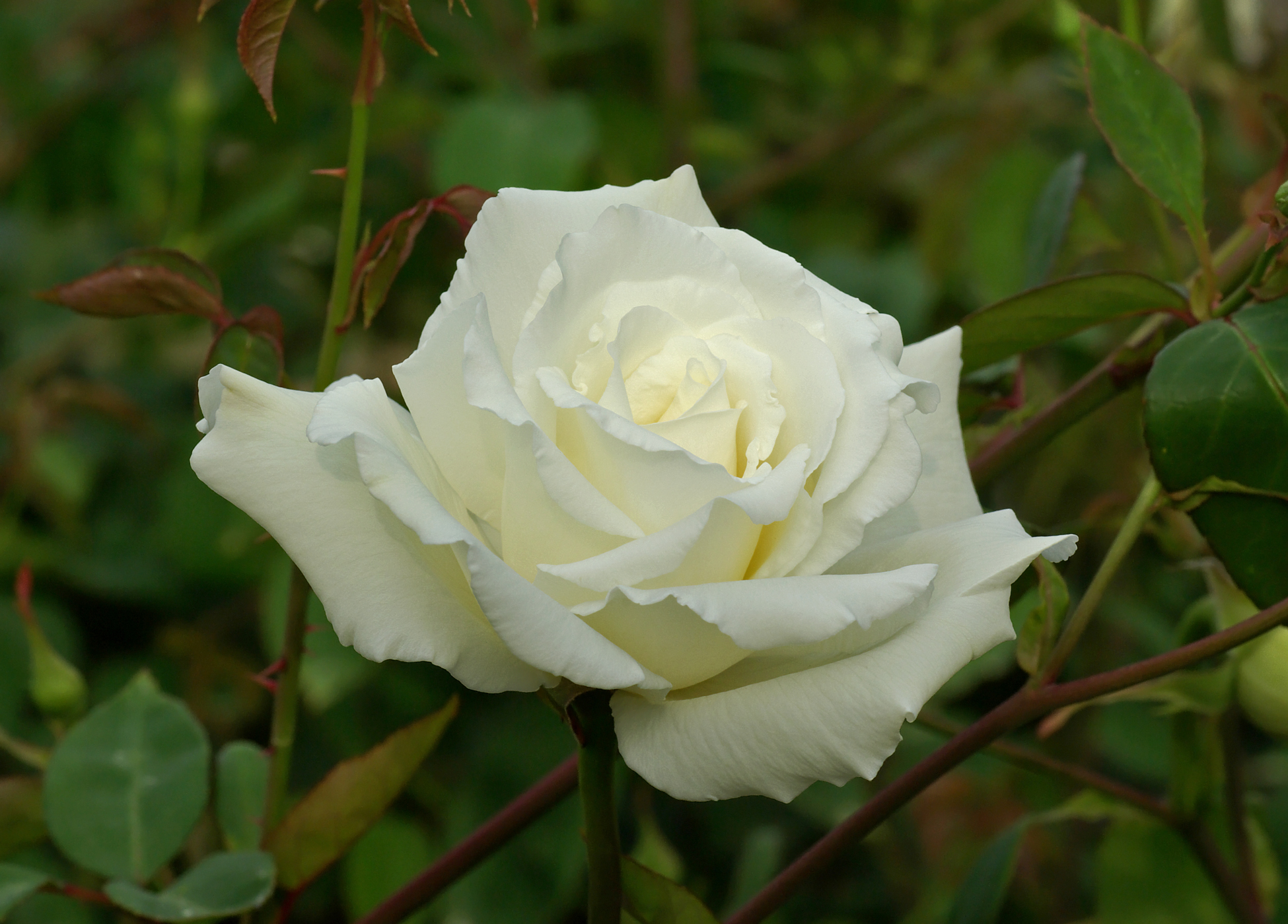
'Mrs Herbert Stevens' 1910
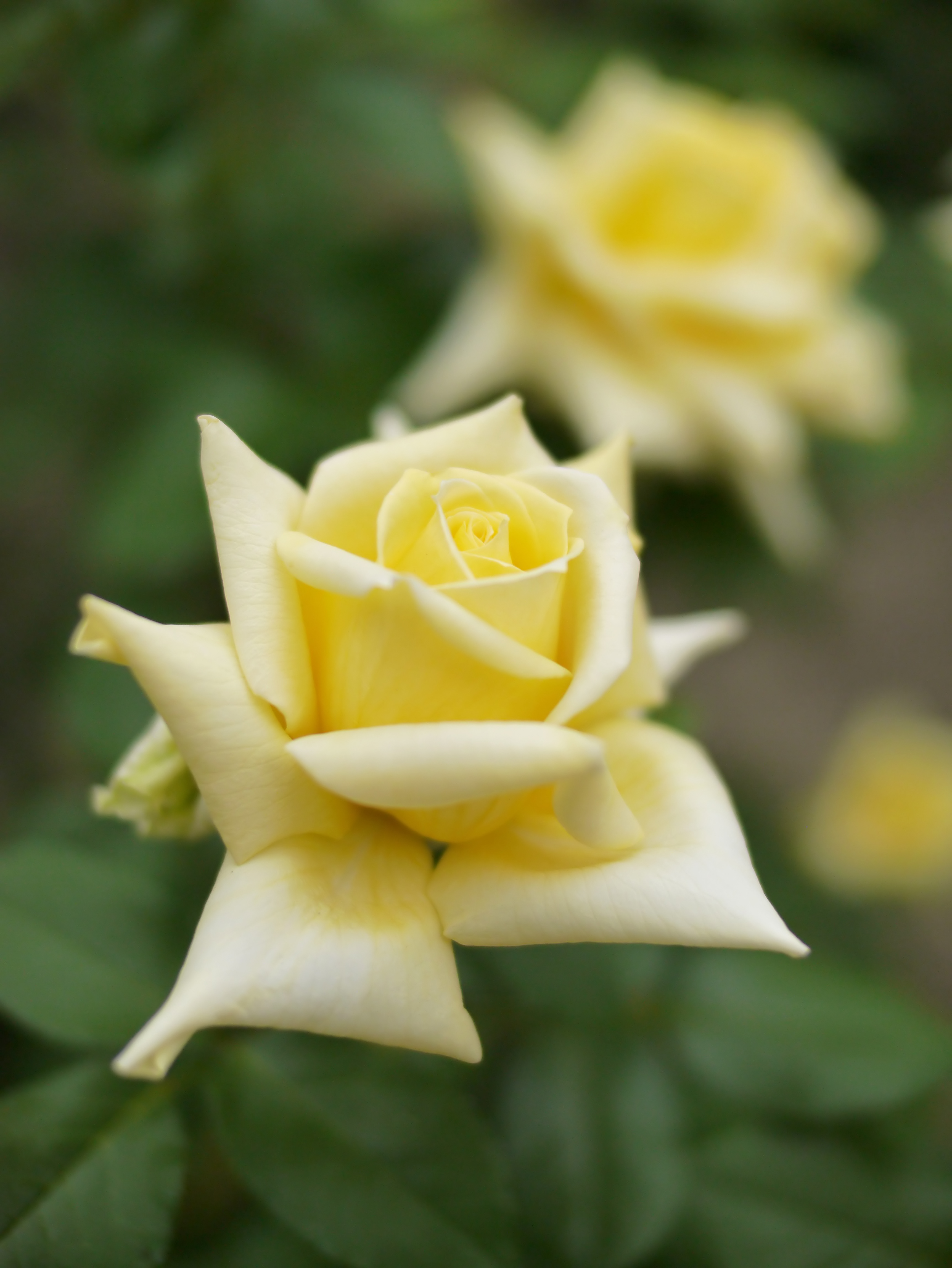
'Golden Emblem' 1916

## Samuel McGredy III
Samuel Davison McGredy III (1897-1934) prend la direction de la pépinière à la mort de son père, et donne une formidable expansion à l'entreprise. C'est le premier de la famille à baptiser ses roses du nom des membres de la famille, comme 'Margaret McGredy', du nom de sa mère. Cette variété est l'un des ancêtres du cultivar 'Madame Antoine Meilland' (nommé 'Peace' dans les pays anglophones). En plus de l'obtention de roses, McGredy III élève des fox terriers et des perruches dont les fameuses perruches ondulées. Il meurt soudainement d'une crise cardiaque en novembre 1934 à l'âge de 38 ans.

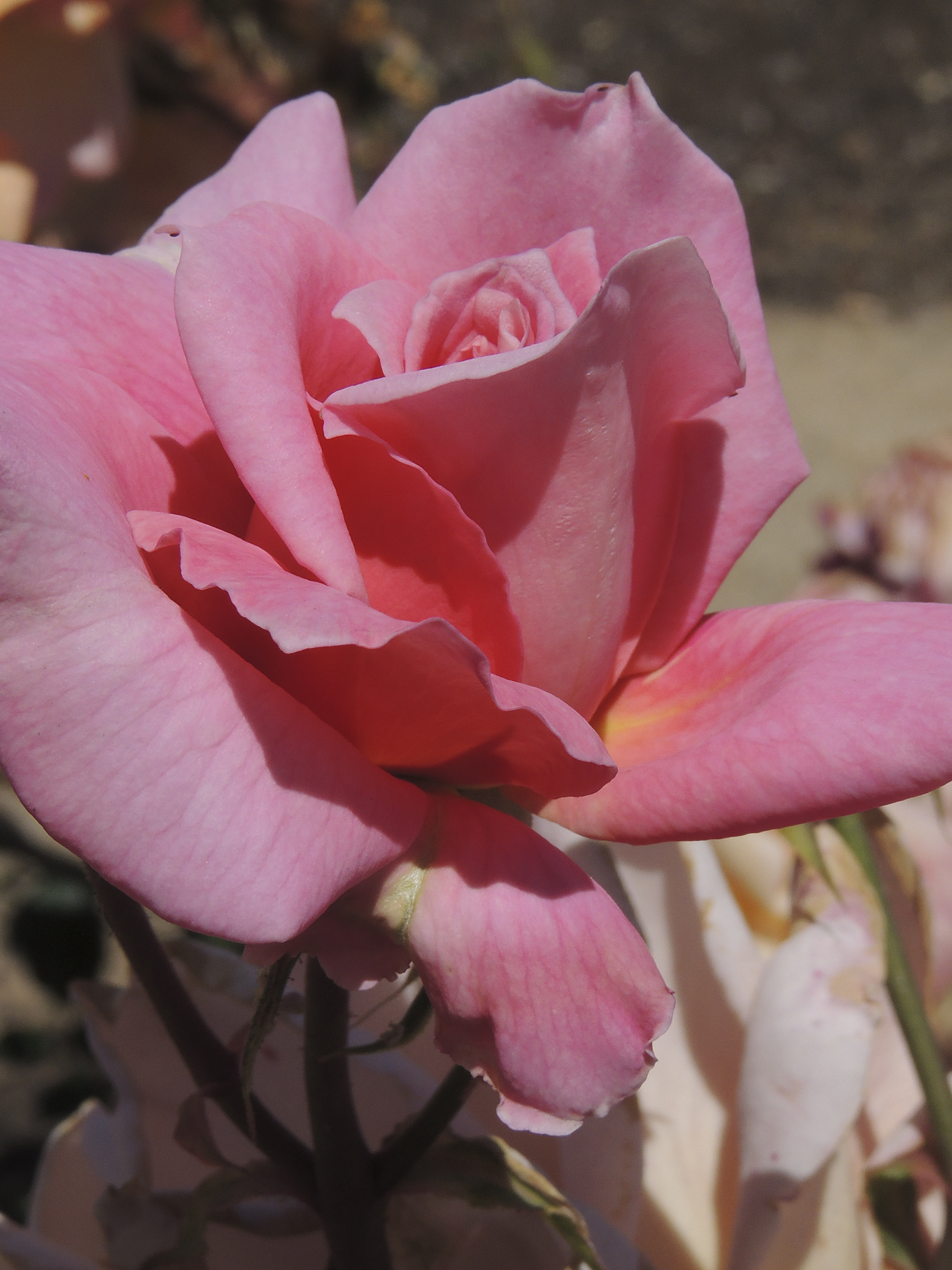
'Picture' 1932

## Samuel McGredy IV
Samuel Darragh McGredy (né en 1932)  n'est âgé que de 2 ans à la mort de son père. Un comité de tuteurs, dont font partie son oncle Walter et sa mère Ruth, se met en place pour diriger l'entreprise familiale. Plus tard, Samuel Darragh McGredy est envoyé en pension dès l'âge de 7 ans, comme il était de coutume à l'époque. Ensuite, il devient en 1948 pensionnaire aux États-Unis à la Mercersburg Academy qui se trouve en Pennsylvanie, puis il suit les cours du Greenmount Agricultural College en 1949. Il entre ensuite à l'université de Reading. À la sortie de l'université, Samuel McGredy IV travaille dans une pépinière de rhododendrons afin de devenir expert en hybridation. C'est à partir de 1952 qu'il commence à travailler dans l'entreprise familiale de Portadown et qu'il va donner toutes ses forces à sa modernisation. Il modernise en effet les processus de production et le style de la production; désirant commercialiser des cultivars non seulement à la mode, mais surtout robustes et sains, comme le rosier jaune 'Yellow Hammer'. Il obtient une médaille d'or en 1959 pour sa variété 'Orangeade' du groupe floribunda. Il se marie en 1960 avec un mannequin, Maureen McCall, avec qui il a trois filles, Kathryn (née en 1961), Maria (1934) et Clodagh (1974),. En 1962, il présente une rose au commerce sous le nom de la cadette de ses deux sœurs, 'Paddy McGredy', d'un rose-rouge à la floraison en bouquets sur de longues tiges. À la même époque, la reine-mère (qui patronne la Royal National Rose Society), accorde à McGredy IV la permission de baptiser une rose de son nom 'Elizabeth of Glamis', ce qui constitue un grand  honneur. Cette rose floribunda, de couleur saumon, est présentée au commerce en 1963. Ensuite, il se lance dès 1971 dans l'obtention de roses panachées, comme 'Picasso', rouge et blanc.
La famille émigre en 1972 en Nouvelle-Zélande et s'installe à Auckland. Le climat lui permet de procéder à la culture de rosiers sans avoir besoin de serres et de sélectionner des variétés qui vont avoir beaucoup de succès aux États-Unis, son marché le plus important. Le ménage divorce en 1978 et Samuel McGredy se remarie plus tard avec Jillian Hawcridge. Samuel McGredy IV est aujourd'hui à la retraite et il a fermé son affaire.

## Quelques roses de Samuel McGredy IV

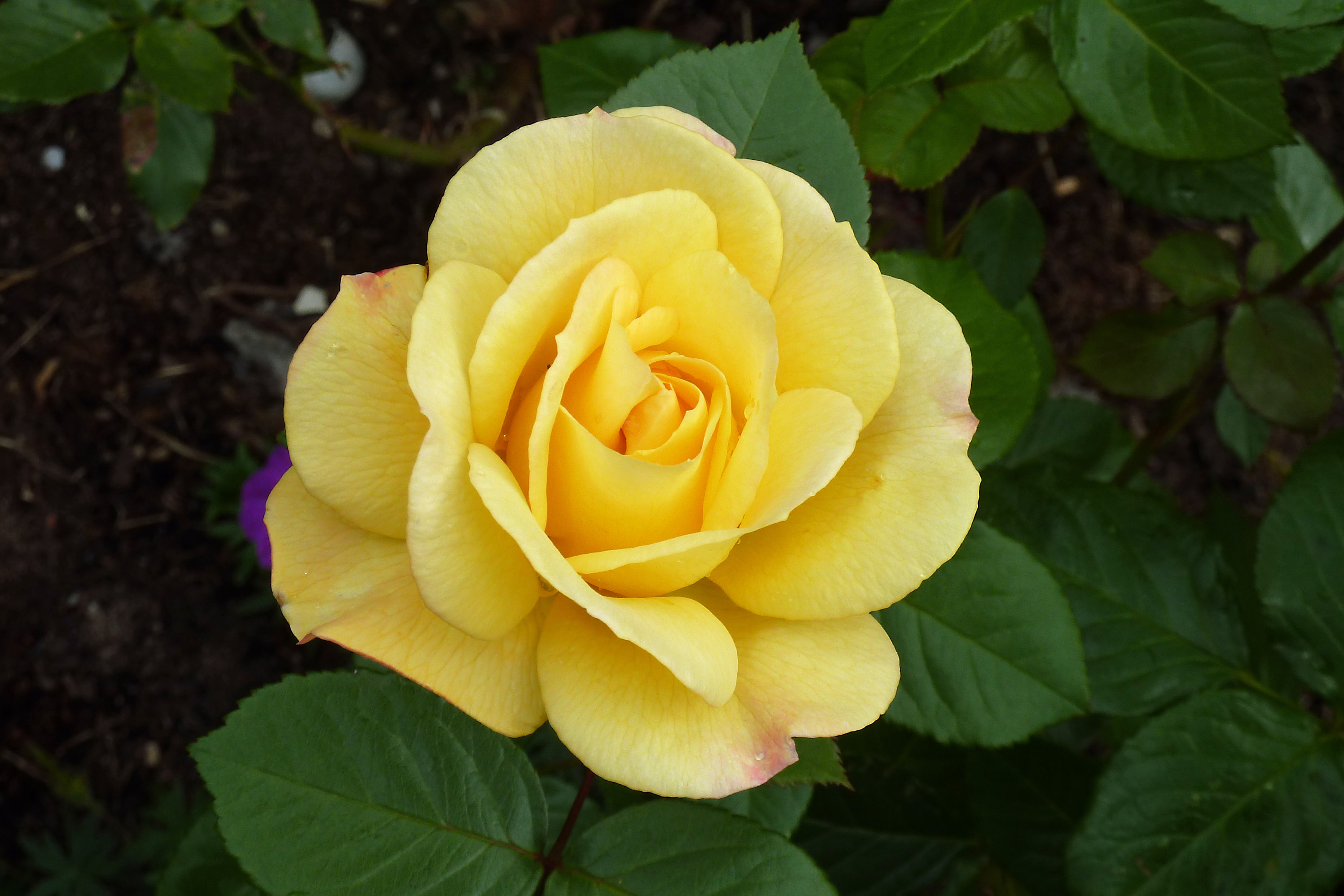
'Arthur Bell' 1964
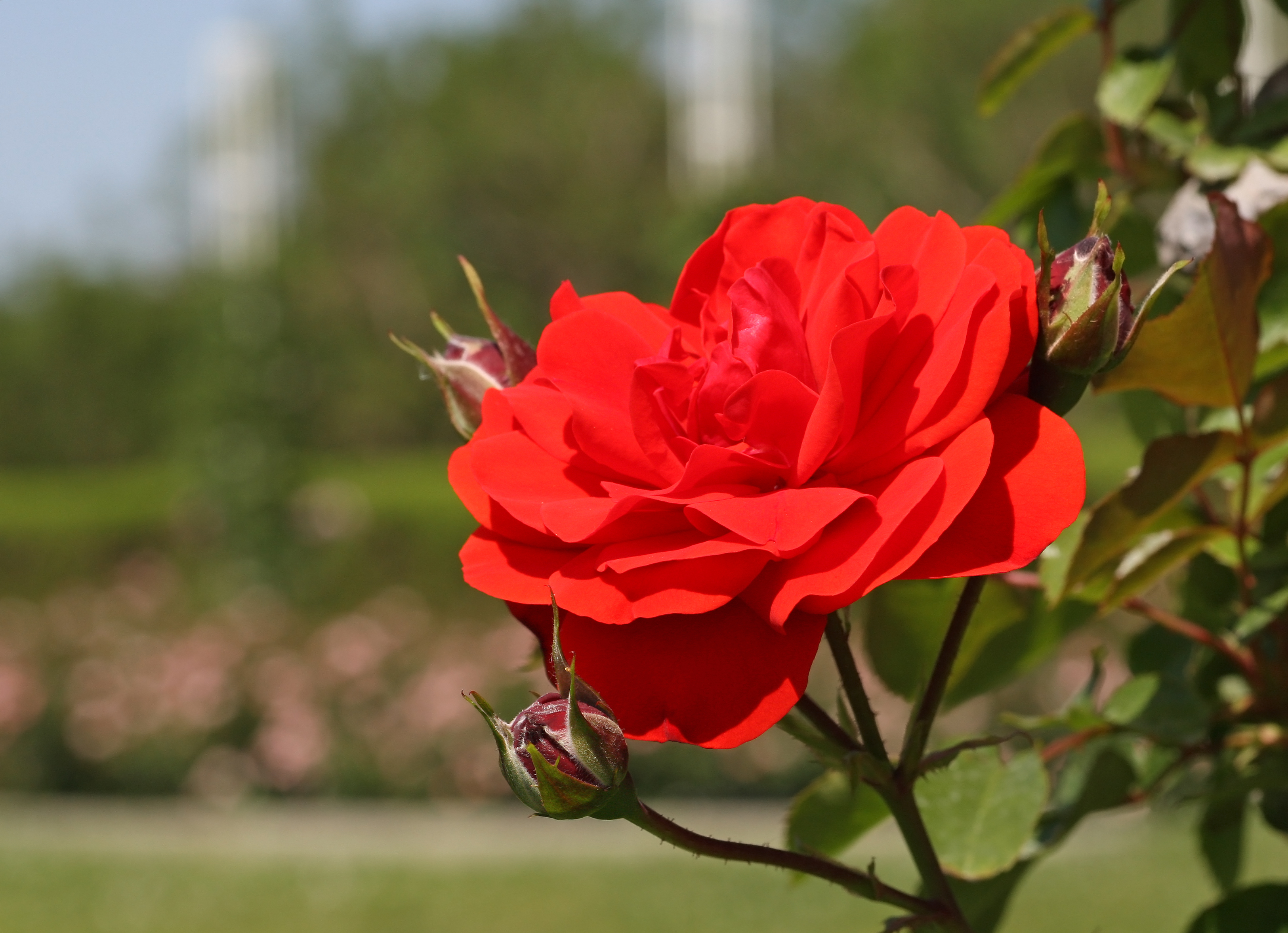
'Trumpeter' 1977
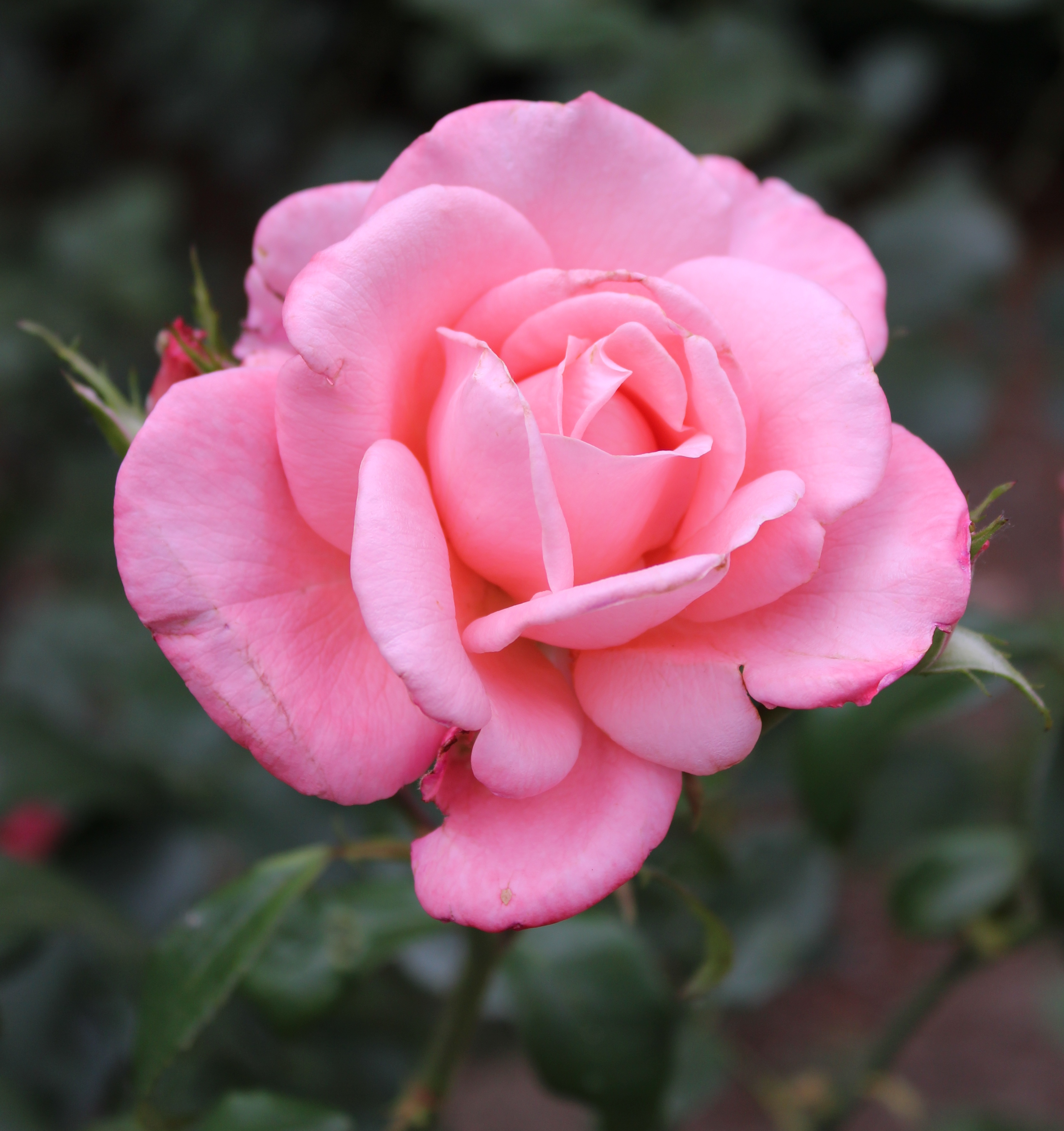
'New Zealand' 1989
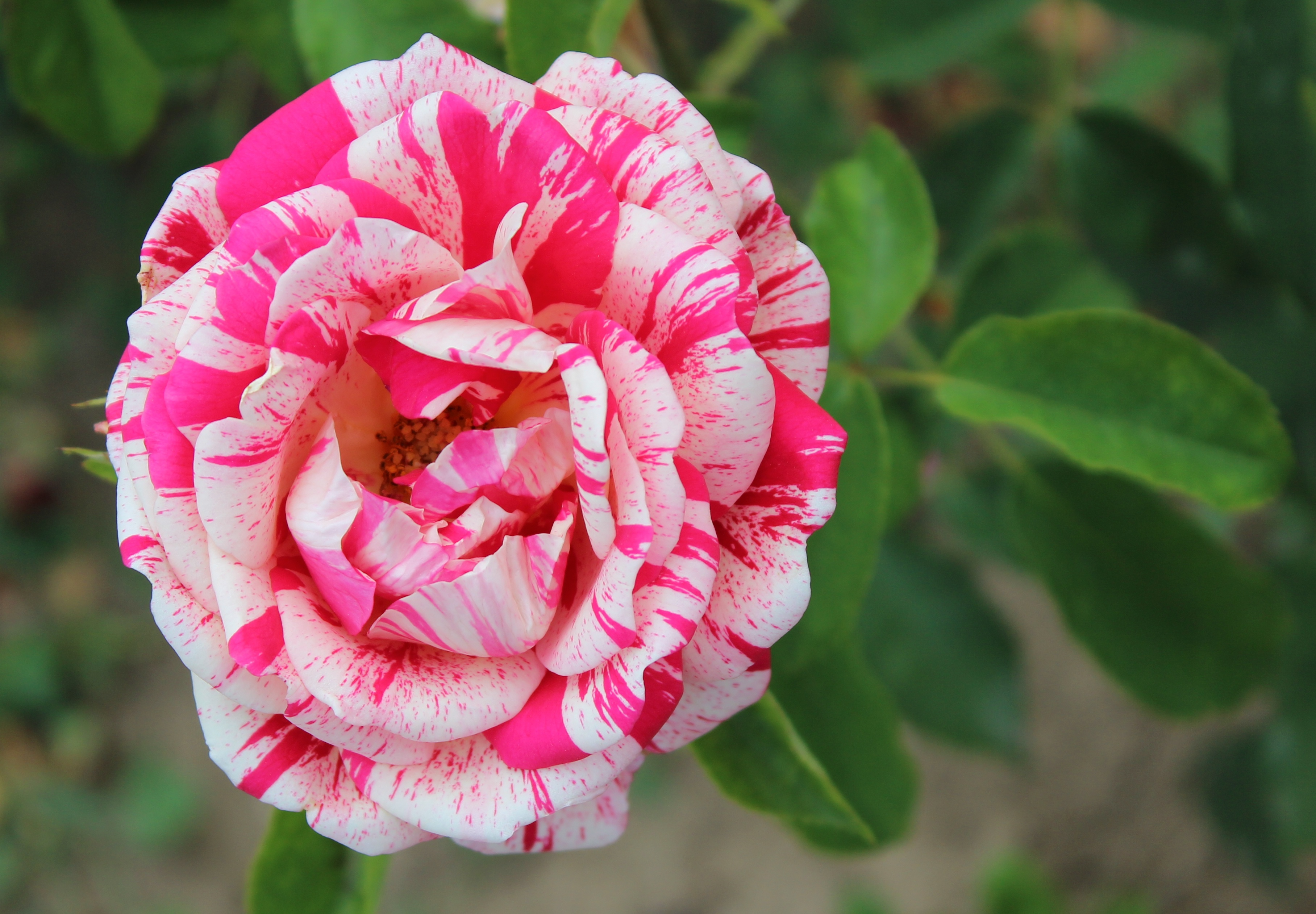
'Papageno' 1989
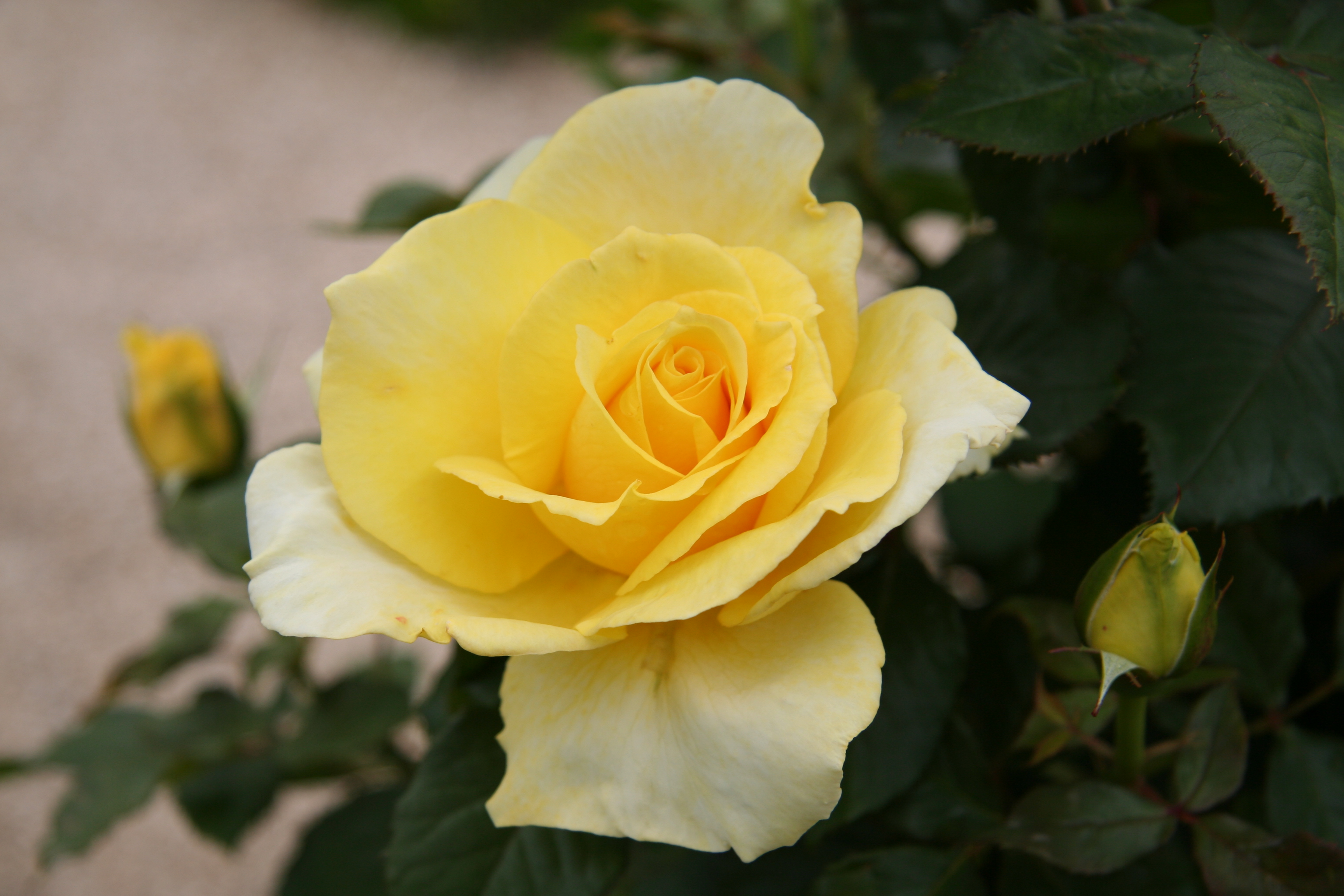
'Apéritif' 1998

## Source de la traduction
- (en) Cet article est partiellement ou en totalité issu de l’article de Wikipédia en anglais intitulé « Sam McGredy » (voir la liste des auteurs).